# Dick Ricketts
Richard «Dick» James Ricketts, Jr. (nacido el 4 de diciembre de 1933 en Pottstown, Pensilvania y fallecido el 6 de marzo de 1988 en Rochester, Nueva York) fue un jugador de baloncesto estadounidense que jugó durante 3 temporadas en la NBA. Con 2 metros de altura, lo hacía en la posición de ala-pívot.

## Trayectoria deportiva

### Universidad
Jugó durante 4 temporadas con los Dukes de la Universidad de Duquesne, en los que promedió 17,7 puntos y 12,2 rebotes por partido.

### Profesional
Fue elegido en la primera posición del Draft de la NBA de 1955 por los Milwaukee Hawks, siendo traspasado antes de acabar la temporada a los Rochester Royals. Allí jugó su mejor temporada, promediando 11,2 puntos y 6,1 rebotes por partido. Al año siguiente el equipo se trasladó a Cincinnati, donde jugó su última temporada como profesional del baloncesto. En sus tres años promedió 9,3 puntos y 6,3 rebotes por partido.

### Béisbol
Tras dejar el baloncesto, jugó 12 partidos como agente libre amateur con los St. Louis Cardinals, equipo de las Ligas Mayores de béisbol.